# Fortuyn (schip, 1722)
De Fortuyn was een in 1722 gebouwd schip, dat eigendom was van de Kamer van Amsterdam van de Vereenigde Oostindische Compagnie. Het schip verging tijdens haar eerste reis in 1724.
Het schip was 800 ton, had een laadvermogen van 280 ton en was 44 meter lang. De kapitein was Pieter Westrik, die een bemanning ter beschikking had van 225 man. Het schip vertrok vanaf Texel naar Batavia op 27 september 1723 en bereikte Kaap de Goede Hoop op 2 januari 1724. Op 18 januari vervolgde het van hier haar reis maar werd na dit tijdstip nooit meer gezien. Wat er met het schip gebeurd is bleef een raadsel.
Aagtekerke · Akerendam · Amsterdam · Arnhem · Batavia · Bleijenburg · Concordia · De Dry Heuvels · De Dry Papegaijtiens · Dromedaris · Duyfken · Eendracht · Eendraght · Fortuyn · Geldermalsen · Gouden Buys · Goudriaan · 't Gulden Zeepaert · Halve Maen · Hof van Zeelandt · Hollandia · Landskroon · Leeuwin · Magdalena · Mauritius · Meermin · Midloo · Negotie · Nieuw Hoorn · Nieuwvliet · Nijenburg · Oude Zijpe (1711) · Oude Zijpe (1740) · Prins Willem · Rarop · Ravenstein · Ridderschap van Holland · Saerdam · Schiedam · Valkenbos · Vergulde Draeck · 't Vliegend Hert · Voetboog · Wapen van Amsterdam · 't Wapen van Hoorn · Westerbeek · Wimmenum · Zuytdorp · Zeewijk